# Ctenus argentipes
Ctenus argentipes är en spindelart som beskrevs av Johan Coenraad van Hasselt 1893. Ctenus argentipes ingår i släktet Ctenus och familjen Ctenidae. Inga underarter finns listade i Catalogue of Life.